# Adonara
La isla de Adonara (en indonesio: Pulau Adonara) es una isla en las islas menores de la Sonda en Indonesia, situada al este de la isla más grande de Flores en el archipiélago de Solor. Al este se encuentra Lembata, antes conocida como Lomblen. Es la más alta de las islas del archipiélago, alcanzando una altitud máxima de 1.659 metros, y tiene una superficie de 497 km² Es parte de la provincia de Nusa Tenggara Oriental.

## Historia
En la siglo XVI los portugueses fueron los primeros europeos que llegaron a la región y reclamaron, entre otras cosas a Adonara como parte de su territorio. En ese momento la isla tenía poco, sólo había siete u ocho pueblos. En 1599 se habían construido dos iglesias en Adonara. En ese mismo siglo fueron habitadas por un grupo cristiano en medio de todos los pueblos de animistas. Desde 1650 en la isla existía un reino local. En 1851 el gobernador portugués de las posesiones de las Islas menores de la Sonda José Joaquim Lopes de Lima, vendió la isla junto con otras zonas a los Países Bajos. Esto fue confirmado oficialmente por el Tratado de Lisboa de 1859.
Los principados de Larantuka y Adonara fueron abolidos por el gobierno de Indonesia en 1962. Algunos después de la independencia los funcionarios locales tenían aun sus raíces en los gobernantes del pasado, llamados Raja.